# Варена
Варена́ (лит. Varėna) — город в южной части Литвы, административный центр Варенского района.
Название происходит от реки, рядом с которой расположен город.

## География
Расположен на реке Варене (лит. Varėnė), в 81 километре от Вильнюса.

## Население
Насчитывается 9240 жителей (2011).
| 2001   | 2002    | 2003    | 2004    | 2005    | 2006    | 2007    | 2008  | 2009  |
| ------ | ------- | ------- | ------- | ------- | ------- | ------- | ----- | ----- |
| 10 877 | ↘10 710 | ↘10 638 | ↘10 497 | ↘10 346 | ↘10 184 | ↘10 036 | ↘9897 | ↘9735 |
| 2010   | 2011    | 2012    | 2013    | 2014    | 2015    | 2016    | 2017  | 2018  |
| ↘9594  | ↘9244   | ↘9153   | ↘9059   | ↘8974   | ↘8921   | ↘8777   | ↘8444 | ↘8195 |
| 2019   | 2020    | 2021    | 2022    | 2023    |         |         |       |       |
| ↘7990  | ↘7895   | ↗8202   | ↘8043   | ↘8042   |         |         |       |       |

## Герб
Герб Варены создан Республиканской геральдической комиссией в 1969 году, изображает золотую пчелу над шестью стилизованными цветами вереска на синем щите. В 1970 году был, как и гербы других литовских городов, запрещён по инициативе второго секретаря ЦК КПЛ В. И. Харазова и восстановлен в 1994 году.

## История
Ораны впервые упоминаются в письменных памятниках времён Витовта Великого, с 1413, с 1486 как местечко. Вблизи Ораны находился специальный полигон «Алексеевский» Виленского военного округа Вооружённых сил России. В 4 км от него при постройке железной дороги Санкт-Петербург — Варшава в 1862 году возник посёлок, получивший название Вторые Ораны. Эта Варена, как называлось местечко по-литовски, получила в 1946 статус города, с 1950 районный центр. В 1980 старая и вторая Варены объединены в одну административную единицу, в 1994 году старая Варена вновь выделена в отдельное местечко Сянойи-Варена.

## Известные люди
В Варене 10 (22) сентября 1875 родился известный литовский художник и композитор Микалоюс Константинас Чюрлёнис, а также современный литовский художник Ромас Жмуйдзинавичюс.

## Транспорт

### Железная дорога
Железнодорожная станция Варена на линии Лентварис — Марцинконис.